# یواس‌اس‌هامان (دی‌دی-۴۱۲)
یواس‌اس‌هامان (دی‌دی-۴۱۲) (به انگلیسی: USS Hammann (DD-412)) یک زیردریایی بود که طول آن 348&nbsp;ft, 3¼&nbsp;in, (106.15&nbsp;m) بود. این نبرد ناو سنگین در سال ۱۹۳۹ ساخته شد.